# 克馬河 (沃洛格達州)
60°19′57″N 37°12′07″E / 60.33250°N 37.20194°E

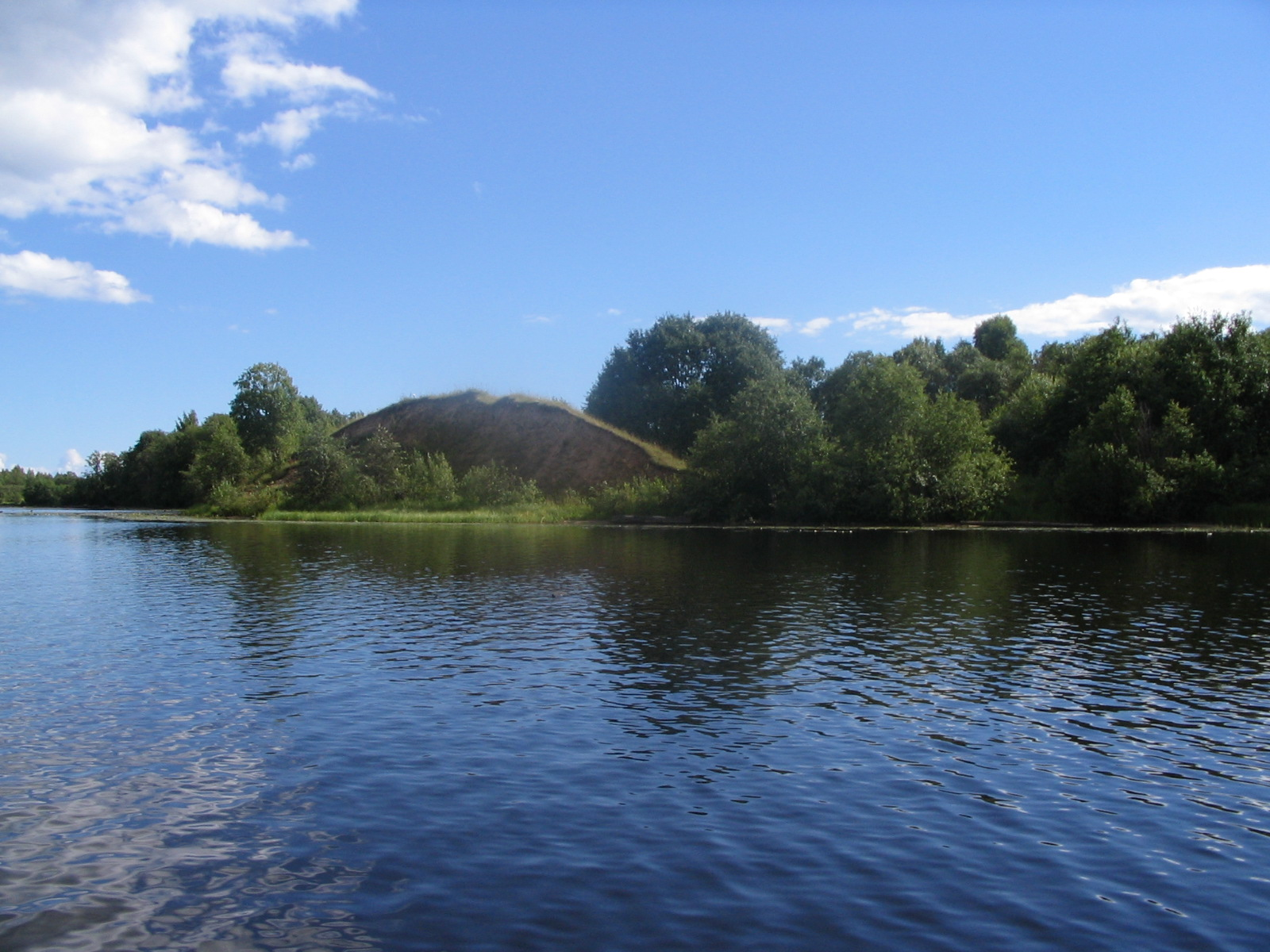

克馬河（俄语：Кема），是俄羅斯的河流，位於該國西北部沃洛格達州，流經維捷格拉區和瓦什金斯基區，最終注入白湖，河道全長150公里，流域面積4,480平方公里。